# (3589) Loyola
(3589) Loyola es un asteroide que forma parte del cinturón de asteroides y fue descubierto el 8 de enero de 1984 por Joe Wagner desde la Estación Anderson Mesa, en Flagstaff, Estados Unidos.

## Designación y nombre
Loyola se designó al principio como 1984 AB1.
Posteriormente, en 1990, fue nombrado Loyola por el barrio de su nombre, situado en el municipio de Azpeitia, y cuna del religioso español Ignacio de Loyola.

## Características orbitales
Loyola órbita a una distancia media del Sol de 2,245 ua, pudiendo acercarse hasta 1,876 ua y alejarse hasta 2,614 ua. Tiene una inclinación orbital de 4,464 grados y una excentricidad de 0,1644. Emplea 1229 días en completar una órbita alrededor del Sol.

## Características físicas
La magnitud absoluta de Loyola es 13,6.